# Courpalay
Courpalay és un municipi francès, situat al departament de Sena i Marne i a la regió d'Illa de França. L'any 2007 tenia 1.374 habitants.
Forma part del cantó de Fontenay-Trésigny, del districte de Provins i de la Comunitat de comunes de Val Briard.

## Demografia

### Població
El 2007 la població de fet de Courpalay era de 1.374 persones. Hi havia 440 famílies, de les quals 56 eren unipersonals (24 homes vivint sols i 32 dones vivint soles), 92 parelles sense fills, 248 parelles amb fills i 44 famílies monoparentals amb fills.
La població ha evolucionat segons el següent gràfic:
Habitants censats

### Habitatges
El 2007 hi havia 505 habitatges, 447 eren l'habitatge principal de la família, 26 eren segones residències i 32 estaven desocupats. 481 eren cases i 24 eren apartaments. Dels 447 habitatges principals, 399 estaven ocupats pels seus propietaris, 38 estaven llogats i ocupats pels llogaters i 10 estaven cedits a títol gratuït; 3 tenien una cambra, 12 en tenien dues, 44 en tenien tres, 109 en tenien quatre i 279 en tenien cinc o més. 353 habitatges disposaven pel capbaix d'una plaça de pàrquing. A 162 habitatges hi havia un automòbil i a 266 n'hi havia dos o més.

### Piràmide de població
La piràmide de població per edats i sexe el 2009 era:
| Homes | Edats   | Dones |
| ----- | ------- | ----- |
| 0     | 95 o +  | 4     |
| 4     | 90 a 94 | 0     |
| 0     | 85 a 89 | 12    |
| 0     | 80 a 84 | 0     |
| 12    | 75 a 79 | 8     |
| 12    | 70 a 74 | 8     |
| 12    | 65 a 69 | 20    |
| 28    | 60 a 64 | 12    |
| 24    | 55 a 59 | 20    |
| 52    | 50 a 54 | 44    |
| 44    | 45 a 49 | 48    |
| 56    | 40 a 44 | 60    |
| 52    | 35 a 39 | 56    |
| 60    | 30 a 34 | 48    |
| 20    | 25 a 29 | 48    |
| 48    | 20 a 24 | 44    |
| 36    | 15 a 19 | 60    |
| 64    | 10 a 14 | 48    |
| 68    | 5 a 9   | 40    |
| 44    | 0 a 4   | 36    |

## Economia
El 2007 la població en edat de treballar era de 910 persones, 686 eren actives i 224 eren inactives. De les 686 persones actives 643 estaven ocupades (346 homes i 297 dones) i 43 estaven aturades (18 homes i 25 dones). De les 224 persones inactives 52 estaven jubilades, 100 estaven estudiant i 72 estaven classificades com a «altres inactius».

### Ingressos
El 2009 a Courpalay hi havia 471 unitats fiscals que integraven 1.467,5 persones, la mediana anual d'ingressos fiscals per persona era de 20.172 €.

### Activitats econòmiques
Dels 38 establiments que hi havia el 2007, 1 era d'una empresa alimentària, 8 d'empreses de construcció, 7 d'empreses de comerç i reparació d'automòbils, 4 d'empreses de transport, 5 d'empreses d'hostatgeria i restauració, 1 d'una empresa immobiliària, 9 d'empreses de serveis, 1 d'una entitat de l'administració pública i 2 d'empreses classificades com a «altres activitats de serveis».
Dels 9 establiments de servei als particulars que hi havia el 2009, 1 era una oficina de correu, 1 taller de reparació d'automòbils i de material agrícola, 1 paleta, 1 guixaire pintor, 1 fusteria, 1 electricista i 3 restaurants.
Dels 2 establiments comercials que hi havia el 2009, 1 era una botiga de més de 120 m² i 1 una botiga de menys de 120 m².
L'any 2000 a Courpalay hi havia 13 explotacions agrícoles que ocupaven un total de 1.270 hectàrees.

## Equipaments sanitaris i escolars
L'únic equipament sanitari que hi havia el 2009 era una farmàcia.
El 2009 hi havia 1 escola maternal integrada dins d'un grup escolar amb les comunes properes formant una escola dispersa i 1 escola elemental integrada dins d'un grup escolar amb les comunes properes formant una escola dispersa.

## Poblacions més properes
El següent diagrama mostra les poblacions més properes.